# Qualificazioni al campionato mondiale maschile under 21 di pallavolo 2013 (CEV)

## Regolamento
Alle qualificazioni si presentano ventuno squadre nazionali under 21 europee e quattro due di queste si sono qualificate per il campionato mondiale under 21 2015. È stata disputata una fase a gironi con la formula del girone all'italiana: si sono qualificate al mondiale le prime classificate di ogni girone. L'Italia si è qualificata come campione d'Europa 2012.

## Squadre partecipanti
- Austria
- Belgio
- Bulgaria
- Croazia
- Danimarca
- Estonia
- Finlandia
- Francia
- Germania
- Grecia
- Israele
- Lettonia
- Montenegro
- Rep. Ceca
- Polonia
- Portogallo
- Romania
- Russia
- Serbia
- Slovacchia
- Spagna

## Torneo
| Girone A   | Girone B   | Girone C | Girone D   |
| ---------- | ---------- | -------- | ---------- |
| Austria    | Belgio     | Bulgaria | Croazia    |
| Danimarca  | Francia    | Estonia  | Finlandia  |
| Grecia     | Lettonia   | Germania | Rep. Ceca  |
| Montenegro | Polonia    | Israele  | Serbia     |
| Russia     | Portogallo | Romania  | Slovacchia |
| -          | -          | -        | Spagna     |

### Girone A

#### Risultati
| 7 maggio 2013 Sport Hall Voleygrad, Anapa Durata: 1h:13 - Spettatori: 50   | Montenegro | 0 - 3 | Grecia     | 18-25, 15-25, 16-25        |
| 7 maggio 2013 Sport Hall Voleygrad, Anapa Durata: 1h:11 - Spettatori: 200  | Russia     | 3 - 0 | Danimarca  | 25-13, 25-17, 25-22        |
| 8 maggio 2013 Sport Hall Voleygrad, Anapa Durata: 1h:47 - Spettatori: 50   | Montenegro | 3 - 1 | Danimarca  | 20-25, 32-30, 25-20, 25-13 |
| 8 maggio 2013 Sport Hall Voleygrad, Anapa Durata: 1h:36 - Spettatori: 150  | Austria    | 1 - 3 | Russia     | 17-25, 25-23, 21-25, 17-25 |
| 9 maggio 2013 Sport Hall Voleygrad, Anapa Durata: 1h:13 - Spettatori: 75   | Danimarca  | 0 - 3 | Grecia     | 18-25, 18-25, 20-25        |
| 9 maggio 2013 Sport Hall Voleygrad, Anapa Durata: 1h:13 - Spettatori: 50   | Austria    | 3 - 0 | Montenegro | 26-24, 25-18, 25-20        |
| 10 maggio 2013 Sport Hall Voleygrad, Anapa Durata: 1h:13 - Spettatori: 225 | Grecia     | 3 - 0 | Austria    | 25-21, 25-16, 25-18        |
| 10 maggio 2013 Sport Hall Voleygrad, Anapa Durata: 0h:58 - Spettatori: 200 | Russia     | 3 - 0 | Montenegro | 25-12, 25-13, 25-11        |
| 11 maggio 2013 Sport Hall Voleygrad, Anapa Durata: 1h:23 - Spettatori: 25  | Danimarca  | 0 - 3 | Austria    | 17-25, 23-25, 29-31        |
| 11 maggio 2013 Sport Hall Voleygrad, Anapa Durata: 1h:19 - Spettatori: 400 | Grecia     | 0 - 3 | Russia     | 24-26, 19-25, 20-25        |

#### Classifica
| Pos | Squadra    | Pt | G | V | P | SV | SP | Ratio  | PF  | PS  | Ratio |
| --- | ---------- | -- | - | - | - | -- | -- | ------ | --- | --- | ----- |
| 1   | Russia     | 12 | 4 | 4 | 0 | 12 | 1  | 12.000 | 324 | 231 | 1.403 |
| 2   | Grecia     | 9  | 4 | 3 | 1 | 9  | 3  | 3.000  | 288 | 236 | 1.220 |
| 3   | Austria    | 6  | 4 | 2 | 2 | 7  | 6  | 1.167  | 292 | 304 | 0.961 |
| 4   | Montenegro | 3  | 4 | 1 | 3 | 3  | 10 | 0.300  | 249 | 314 | 0.793 |
| 5   | Danimarca  | 0  | 4 | 0 | 4 | 1  | 12 | 0.083  | 265 | 333 | 0.796 |

### Girone B

#### Risultati
| 7 maggio 2013 CS Pierre Favre, Saint-Jean-d'Illac Durata: 1h:05 - Spettatori: 150  | Portogallo | 0 - 3 | Belgio     | 17-25, 17-25, 11-25              |
| 7 maggio 2013 CS Pierre Favre, Saint-Jean-d'Illac Durata: 1h:22 - Spettatori: 750  | Polonia    | 0 - 3 | Francia    | 22-25, 20-25, 23-25              |
| 8 maggio 2013 CS Pierre Favre, Saint-Jean-d'Illac Durata: 1h:09 - Spettatori: 600  | Portogallo | 0 - 3 | Francia    | 17-25, 17-25, 19-25              |
| 8 maggio 2013 CS Pierre Favre, Saint-Jean-d'Illac Durata: 1h:05 - Spettatori: 400  | Belgio     | 3 - 0 | Lettonia   | 25-19, 25-14, 25-12              |
| 9 maggio 2013 CS Pierre Favre, Saint-Jean-d'Illac Durata: 1h:06 - Spettatori: 800  | Francia    | 3 - 0 | Lettonia   | 25-17, 25-16, 25-19              |
| 9 maggio 2013 CS Pierre Favre, Saint-Jean-d'Illac Durata: 1h:07 - Spettatori: 200  | Polonia    | 3 - 0 | Portogallo | 25-17, 25-15, 25-13              |
| 10 maggio 2013 CS Pierre Favre, Saint-Jean-d'Illac Durata: 1h:08 - Spettatori: 70  | Lettonia   | 0 - 3 | Portogallo | 14-25, 21-25, 19-25              |
| 10 maggio 2013 CS Pierre Favre, Saint-Jean-d'Illac Durata: 1h:41 - Spettatori: 220 | Belgio     | 3 - 1 | Polonia    | 27-25, 25-21, 13-25, 25-21       |
| 11 maggio 2013 CS Pierre Favre, Saint-Jean-d'Illac Durata: 1h:49 - Spettatori: 900 | Francia    | 3 - 2 | Belgio     | 18-25, 17-25, 26-24, 25-21, 15-6 |
| 11 maggio 2013 CS Pierre Favre, Saint-Jean-d'Illac Durata: 1h:00 - Spettatori: 70  | Lettonia   | 0 - 3 | Polonia    | 14-25, 11-25, 11-25              |

#### Classifica
| Pos | Squadra    | Pt | G | V | P | SV | SP | Ratio | PF  | PS  | Ratio |
| --- | ---------- | -- | - | - | - | -- | -- | ----- | --- | --- | ----- |
| 1   | Francia    | 11 | 4 | 4 | 0 | 12 | 2  | 6.000 | 326 | 271 | 1.203 |
| 2   | Belgio     | 10 | 4 | 3 | 1 | 11 | 4  | 2.750 | 341 | 283 | 1.205 |
| 3   | Polonia    | 6  | 4 | 2 | 2 | 7  | 6  | 1.167 | 307 | 246 | 1.248 |
| 4   | Portogallo | 3  | 4 | 1 | 3 | 3  | 9  | 0.333 | 218 | 279 | 0.781 |
| 5   | Lettonia   | 0  | 4 | 0 | 4 | 0  | 12 | 0.000 | 187 | 300 | 0.623 |

### Girone C

#### Risultati
| 8 maggio 2013 Hristo Botev Hall, Sofia Durata: 1h:53 - Spettatori: 50   | Romania  | 2 - 3 | Estonia  | 21-25, 19-25, 25-22, 25-22, 10-15 |
| 8 maggio 2013 Hristo Botev Hall, Sofia Durata: 1h:12 - Spettatori: 450  | Israele  | 0 - 3 | Bulgaria | 21-25, 17-25, 15-25               |
| 9 maggio 2013 Hristo Botev Hall, Sofia Durata: 1h:57 - Spettatori: 70   | Germania | 3 - 2 | Israele  | 25-20, 23-25, 25-5, 25-27, 15-13  |
| 9 maggio 2013 Hristo Botev Hall, Sofia Durata: 1h:14 - Spettatori: 530  | Bulgaria | 3 - 0 | Romania  | 25-23, 25-19, 25-16               |
| 10 maggio 2013 Hristo Botev Hall, Sofia Durata: 1h:41 - Spettatori: 100 | Romania  | 1 - 3 | Germania | 16-25, 18-25, 25-22, 22-25        |
| 10 maggio 2013 Hristo Botev Hall, Sofia Durata: 1h:53 - Spettatori: 450 | Estonia  | 3 - 2 | Bulgaria | 25-21, 18-25, 18-25, 25-20, 15-7  |
| 11 maggio 2013 Hristo Botev Hall, Sofia Durata: 1h:13 - Spettatori: 50  | Israele  | 0 - 3 | Romania  | 18-25, 17-25, 21-25               |
| 11 maggio 2013 Hristo Botev Hall, Sofia Durata: 1h:16 - Spettatori: 60  | Germania | 0 - 3 | Estonia  | 20-25, 21-25, 22-25               |
| 12 maggio 2013 Hristo Botev Hall, Sofia Durata: 1h:07 - Spettatori: 50  | Estonia  | 3 - 0 | Israele  | 25-19, 25-17, 25-13               |
| 12 maggio 2013 Hristo Botev Hall, Sofia Durata: 1h:11 - Spettatori: 600 | Bulgaria | 0 - 3 | Germania | 15-25, 23-25, 20-25               |

#### Classifica
| Pos | Squadra  | Pt | G | V | P | SV | SP | Ratio | PF  | PS  | Ratio |
| --- | -------- | -- | - | - | - | -- | -- | ----- | --- | --- | ----- |
| 1   | Estonia  | 10 | 4 | 4 | 0 | 12 | 4  | 3.000 | 360 | 310 | 1.161 |
| 2   | Germania | 8  | 4 | 3 | 1 | 9  | 6  | 1.500 | 348 | 304 | 1.145 |
| 3   | Bulgaria | 7  | 4 | 2 | 2 | 8  | 6  | 1.333 | 306 | 287 | 1.066 |
| 4   | Romania  | 4  | 4 | 1 | 3 | 6  | 9  | 0.667 | 314 | 337 | 0.932 |
| 5   | Israele  | 1  | 4 | 0 | 4 | 2  | 12 | 0.167 | 248 | 338 | 0.734 |

### Girone D

#### Risultati
| 7 maggio 2013 Sportska hala, Arilje Durata: 1h:10 - Spettatori: 50   | Spagna     | 3 - 0 | Rep. Ceca  | 25-17, 25-18, 25-15               |
| 7 maggio 2013 Sportska hala, Arilje Durata: 2h:02 - Spettatori: 30   | Finlandia  | 3 - 2 | Croazia    | 30-28, 18-25, 13-25, 25-15, 15-11 |
| 7 maggio 2013 Sportska hala, Arilje Durata: 1h:18 - Spettatori: 300  | Slovacchia | 0 - 3 | Serbia     | 20-25, 19-25, 25-27               |
| 8 maggio 2013 Sportska hala, Arilje Durata: 1h:43 - Spettatori: 50   | Croazia    | 1 - 3 | Spagna     | 19-25, 25-20, 21-25, 19-25        |
| 8 maggio 2013 Sportska hala, Arilje Durata: 2h:23 - Spettatori: 30   | Slovacchia | 3 - 2 | Finlandia  | 26-28, 28-26, 25-27, 28-26, 15-8  |
| 8 maggio 2013 Sportska hala, Arilje Durata: 1h:49 - Spettatori: 450  | Serbia     | 3 - 1 | Rep. Ceca  | 25-21, 24-26, 25-23, 25-15        |
| 9 maggio 2013 Sportska hala, Arilje Durata: 1h:04 - Spettatori: 50   | Spagna     | 3 - 0 | Slovacchia | 25-9, 25-17, 25-16                |
| 9 maggio 2013 Sportska hala, Arilje Durata: 1h:57 - Spettatori: 60   | Rep. Ceca  | 3 - 1 | Croazia    | 27-25, 25-23, 23-25, 25-23        |
| 9 maggio 2013 Sportska hala, Arilje Durata: 1h:38 - Spettatori: 550  | Finlandia  | 1 - 3 | Serbia     | 18-25, 18-25, 25-23, 13-25        |
| 10 maggio 2013 Sportska hala, Arilje Durata: 1h:44 - Spettatori: 30  | Slovacchia | 1 - 3 | Rep. Ceca  | 9-25, 23-25, 25-22, 18-25         |
| 10 maggio 2013 Sportska hala, Arilje Durata: 1h:12 - Spettatori: 60  | Finlandia  | 0 - 3 | Spagna     | 18-25, 23-25, 11-25               |
| 10 maggio 2013 Sportska hala, Arilje Durata: 1h:09 - Spettatori: 800 | Serbia     | 3 - 0 | Croazia    | 25-21, 25-16, 25-12               |
| 11 maggio 2013 Sportska hala, Arilje Durata: 1h:20 - Spettatori: 30  | Rep. Ceca  | 0 - 3 | Finlandia  | 18-25, 20-25, 19-25               |
| 11 maggio 2013 Sportska hala, Arilje Durata: 1h:39 - Spettatori: 70  | Croazia    | 1 - 3 | Slovacchia | 25-19, 19-25, 16-25, 21-25        |
| 11 maggio 2013 Sportska hala, Arilje Durata: 1h:22 - Spettatori: 850 | Spagna     | 0 - 3 | Serbia     | 23-25, 23-25, 23-25               |

#### Classifica
| Pos | Squadra    | Pt | G | V | P | SV | SP | Ratio | PF  | PS  | Ratio |
| --- | ---------- | -- | - | - | - | -- | -- | ----- | --- | --- | ----- |
| 1   | Serbia     | 15 | 5 | 5 | 0 | 15 | 2  | 7.500 | 424 | 341 | 1.243 |
| 2   | Spagna     | 12 | 5 | 4 | 1 | 12 | 4  | 3.000 | 389 | 303 | 1.284 |
| 3   | Finlandia  | 6  | 5 | 2 | 3 | 9  | 11 | 0.818 | 417 | 456 | 0.915 |
| 4   | Rep. Ceca  | 6  | 5 | 2 | 3 | 7  | 11 | 0.636 | 389 | 420 | 0.926 |
| 5   | Slovacchia | 5  | 5 | 2 | 3 | 7  | 12 | 0.583 | 397 | 445 | 0.892 |
| 6   | Croazia    | 1  | 5 | 0 | 5 | 5  | 15 | 0.333 | 414 | 465 | 0.890 |

## Squadre qualificate
- Estonia
- Francia
- Russia
- Serbia